# Silene artemisetorum
Silene artemisetorum là loài thực vật có hoa thuộc họ Cẩm chướng. Loài này được Czerep. miêu tả khoa học đầu tiên.